# Colleen Walker
Colleen Walker, född 16 augusti 1956 i Jacksonville i Florida, död 11 december 2012 i Valrico i Florida, var en amerikansk professionell golfspelare.
Walker studerade vid Florida State University, där hon 1976 utsågs till universitetets mest värdefulla spelare. Samma år vann hon All-State Golf Award i Florida.
Hon blev professionell på den amerikanska LPGA-touren 1982 och hennes första seger där kom 1987. Hennes största seger kom i majortävlingen du Maurier Classic 1997 och två veckor efter den segern vann hon ytterligare en tävling på touren.
2003 drabbades hon av bröstcancer, men hon kom tillbaka till tävlingsgolfen efter avslutad behandling 2004. Det året belönades hon med Heather Farr Player Award för sitt engagemang inom golfen.

## Meriter

### Majorsegrar
- 1997 du Maurier Classic

### LPGA-segrar
- 1987 Mayflower Classic
- 1988 Boston Five Classic
- 1990 Circle K Tucson Open
- 1991 Lady Keystone Open
- 1992 Oldsmobile LPGA Classic, LPGA Corning Classic, SAFECO Classic
- 1997 Star Bank LPGA Classic

### Övriga segrar
- 1988 Mazda Champions (med Dave Hill)
- 1989 Nichirei International

### Utmärkelser
- 1988 Vare Trophy
- 2004 Heather Farr Player Award